# Turkestanita
La turkestanita és un mineral de la classe dels silicats, que pertany al grup de la steacyïta. Anomenada així per la localitat tipus, al massís de Dara-i-Pioz, al llarg del Turkistan, tot i que la localitat exacta es troba al Tadjikistan. És l'anàleg de tori de l'arapovita.

## Característiques
La turkestanita és un silicat de fórmula química Th(Ca,Na)₂(K,◻)Si₈O20·nH₂O. Cristal·litza en el sistema tetragonal. La seva duresa a l'escala de Mohs és 5,5 a 6.
Segons la classificació de Nickel-Strunz, la turkestanita pertany a «09.CH - Ciclosilicats amb dobles enllaços de 4[Si₄O₁₂]8-» juntament amb els següents minerals: hialotequita, kapitsaïta-(Y), iraqita-(La), steacyïta i arapovita.

## Formació i jaciments
S'ha trobat en zones albititzades en complexos alcalins. Ha estat descrita en tots els continents tret d'Oceania.